# Danh sách nhà nước Việt Nam hiện đại từ năm 1945 đến nay
Dưới đây là danh sách các nhà nước Việt Nam hiện đại từ năm 1945 đến nay. Có lẽ thời điểm Hồ Chí Minh đọc bản tuyên ngôn độc lập vào ngày 2 tháng 9 năm 1945 được xem là thời kỳ mở ra giai đoạn lịch sử hiện đại của Việt Nam.

## Danh sách
Danh sách này được liệt kê theo thứ tự hình thành các nhà nước Việt Nam từ năm 1945 trở về sau.
| Tên gọi                            | Quốc kỳ | Thời gian tồn tại | Tình trạng pháp lí |
| ---------------------------------- | ------- | ----------------- | --- |
| Việt Nam Dân chủ Cộng hòa          |         | 1945-1976         | Độc lập hoàn toàn (tồn tại song song với Việt Nam Cộng hòa và Cộng hòa Miền Nam Việt Nam trong giai đoạn Chiến tranh Việt Nam)         |
| Cộng hòa Tự trị Nam Kỳ             |         | 1946-1949         | Nhà nước bảo hộ trong Liên hiệp Pháp                                                                                                   |
| Quốc gia Việt Nam                  |         | 1949-1955         | Nhà nước bảo hộ trong Liên hiệp Pháp                                                                                                   |
| Việt Nam Cộng hòa                  |         | 1955-1975         | Độc lập hoàn toàn (tồn tại song song với Việt Nam Dân chủ Cộng hòa và Cộng hòa Miền Nam Việt Nam trong giai đoạn Chiến tranh Việt Nam) |
| Cộng hòa Miền Nam Việt Nam         |         | 1969-1976         | Độc lập hoàn toàn, tồn tại song song với Việt Nam Dân chủ Cộng hòa và Việt Nam Cộng hòa                                                |
| Cộng hòa Xã hội chủ nghĩa Việt Nam |         | Từ 1976-nay       | Độc lập hoàn toàn |

## Tranh cãi
Hiện nay có nhiều ý kiến cho rằng Đế quốc Việt Nam của hoàng đế Bảo Đại và chính phủ Trần Trọng Kim mới chính là nhà nước hiện đại đầu tiên trong lịch sử Việt Nam vì nhà nước này về khía cạnh nào đó vẫn được cho là nhà nước thực sự (mặc dù thuộc khối nhà nước Đại Đông Á của và là chính phủ phụ thuộc vào Nhật Bản) và được hình thành vào tháng 3 năm 1945 đến tháng 8 năm 1945, có nghĩa nhà nước này là được hình thành trước cả nhà nước Việt Nam Dân Chủ Cộng Hòa do Hồ Chí Minh sáng lập vào tháng 9 năm 1945. Tuy nhiên thì ngày nay nhiều học giả Việt Nam đã cho rằng nhà nước đế quốc Việt Nam vẫn là nhà nước theo chế độ quân chủ chuyên chế theo mô hình Đế quốc Nhật Bản, không có quốc hội, chưa có hệ thống quản lý hành chính cấp địa phương (mới có nội các Trung ương do Trần Trọng Kim đứng đầu), lãnh thổ kiểm soát quá thấp (lãnh thổ Việt Nam chủ yếu được Việt Minh và Đế quốc Nhật kiểm soát) và là chính phủ bù nhìn nên không thể cho rằng đây là nhà nước hiện đại đầu tiên của Việt Nam được.

Quốc kỳ Đế quốc Việt Nam.